# Strange Fruit Records
Strange Fruit Records è stata un'etichetta discografica britannica.
Fu fondata da Clive Selwood e John Peel con lo scopo di pubblicare le registrazioni degli show radiofonici di quest'ultimo, in cui hanno suonato un gran numero di band. Era una divisione del gruppo Pinnacle Entertainment Limited; si occupava anche di distribuire album pubblicati fuori dall'Inghilterra da altre etichette (come nel caso della Latent Records canadese) e di ripubblicare album fuori stampa di vecchi artisti come Mott the Hoople e Emerson, Lake & Palmer.
Tra gli artisti che si esibirono alle Peel Sessions si ricordano gruppi di fama mondiale come Joy Division, Siouxsie and the Banshees, Echo and the Bunnymen, The Cure, New Order, Wire, Premiata Forneria Marconi, Uzeda.
La Strange Fruit ebbe un tale successo da aprire delle etichette sussidiarie, tra le quali la Nighttracks, che pubblicava musica dell'Evening Show di BBC Radio One, la Raw Fruit Records, che pubblicava materiale live dei concerti del Festival di Reading, e la Band of Joy, che si occupava di registrazioni delle session alla BBC negli anni sessanta e settanta. Nel 1994, il collega di Peel alla BBC Andy Kershaw fondò una nuova sussidiaria della Strange Fruit, la Strange Roots, che pubblicava le registrazioni di world music e musica etnica effettuate nel proprio programma radiofonico.
Nel 1996, la Pinnacle divenne una delle aziende dello Zomba Group of companies di proprietà della Sony Music, e la Strange Fruit fu chiusa quando la Sony si unì alla BMG nel 2004. L'ultimo album ad essere pubblicato fu una raccolta che riuniva tutte le apparizioni dei New Order nelle Peel Sessions, uscito sei mesi prima della morte di John Peel.

## Altri album pubblicati dall'etichetta
- The Sampler
- Hardcore Holocaust
- Too Pure - Th' Faith Healers, Stereolab, PJ Harvey
- 21 Years Of Alternative Radio 1
- Radio 1 Sessions - Inspiral Carpets (1999)
- The Complete BBC Recordings - Joy Division (2000)